# VDAC1
电压依赖性阴离子选择性通道1（VDAC1）是一种β桶蛋白，在人类中是由5号染色体上的VDAC1基因所製造。此蛋白質會在线粒体外膜（OMM）和细胞膜中形成离子通道：在OMM上，ATP通過該離子通道而能自线粒体扩散至细胞质；在细胞膜中，VDAC1則参与体积的调节。在所有真核细胞中，线粒体皆負責ATP的合成，並同時合成其他细胞存活所需的代谢物，VDAC1也因而參與线粒体和细胞间的通信，進而調節细胞代谢和死亡之间的平衡。除代谢物的渗透外，VDAC1还可作为己糖激酶等蛋白质的支架，參與代謝過程的調節。
该蛋白质是电压依赖性阴离子通道，与其他VDAC同种型（VDAC2和VDAC3）具有高度结构同源性，其参与细胞代谢、线粒体凋亡和精子发生的调节。该通道的过度表达和错误调节可导致细胞凋亡，导致体内多种疾病。特别是，由于VDAC1是主要的阴离子离子转运通道，其功能障碍与癌症，帕金森病（PD）和阿尔茨海默病有关。

## 结构
三种VDAC同种型（VDAC1，VDAC2和VDAC3）具有高度保守的DNA序列以及形成宽β-桶结构的3D结构，其中α螺旋N-末端区段驻留以部分闭合通道。VDAC1的结构由3个独立的实验室通过X射线晶体学，核磁共振（NMR）光谱学或两者的组合来解决。这些结构研究中的两个用于确定人VDAC1（hVDAC1）结构，而X射线晶体学用于解决鼠VDAC1（mVDAC1）结构，其仅与hVDAC1相差仅两个残基。这些确定的结构与先前的圆二色研究一致，该研究预测了α螺旋和β链结构域的存在。
mVDAC1的结构分析显示由19个两亲性β-链组成的桶状通道，其N-末端和C-末端均朝向线粒体的膜间隙。β-链通过环转连接并以反平行模式排列，除了平行的β-链1和19。通道的高度为40Ẳ，在开口处跨越27Ẳ-20Ẳ的距离，并在打开状态下在N端α-螺旋段处逐渐减小至20Ẳ×14Ẳ。闭合状态构象尚未被确定。另外，N-末端具有α螺旋区段，其通过与β-折叠8-18链上的残基的疏水相互作用而保持在通道的内壁。该N-末端可以用作离子移动或蛋白质附着的支架。一个这样的例子被看作是HK1结合的位点。要指出的重要残基是位于氨基酸链上第73个残基的谷氨酸（E73）。该残基存在于VDAC1和VDAC2中，但不存在于VDAC3中。该带电残基的侧链指向磷脂双层，这通常会引起排斥力。然而，E73与VDAC1功能和相互作用有关。

## 功能
VDAC1属于线粒体孔蛋白家族，并且预测与其他VDAC同种型具有相似的生物学功能。在三种同种型中，VDAC1是主要的钙离子转运通道，并且转录最多。VDAC1通过在线粒体外膜（OMM）上运输ATP和其他小代谢物参与细胞代谢，从而允许调节TCA循环，并通过延伸，调节活性氧（ROS）的产生。在酵母细胞中，ROS响应于氧化应激而累积，这导致线粒体功能受损和“小”表型。然而，小型酵母细胞表现出比野生型细胞更长的寿命，并且表明VDAC1在例如衰老类似情况下的保护功能。

## 临床意义
电压依赖性阴离子通道在离子和代谢物转运中都起作用，尽管它们的生理作用是不同的。由于它们的作用，通道的功能障碍可导致各种疾病。 VDAC1通过与抗凋亡蛋白家族，Bcl-2蛋白，特别是Bcl-xl和Mcl-1的相互作用而与癌症有关，这些蛋白在癌症过程中过表达。这两种Bcl-2蛋白与VDAC1相互作用以调节穿过OMM的钙离子转运，并最终调节ROS的产生。虽然高水平的ROS诱导细胞死亡，但非致死水平会干扰信号转导通路，从而促进癌细胞的细胞增殖，迁移和侵袭。此外，VDAC1过表达与增加的凋亡反应和抗癌药物和治疗功效相关，进一步支持VDAC1作为癌症治疗的治疗靶标。
VDAC1在钙离子转运中的功能也与神经退行性疾病有关。在PD中，VDAC1增加线粒体内的钙离子水平，导致线粒体通透性增加，线粒体膜电位破坏，ROS产生增加，细胞死亡和神经元变性。已显示VDAC1与淀粉样蛋白β（Aβ）相互作用，导致通道的电导增加并最终导致细胞凋亡。